# Vilhelm Klang
Johan Vilhelm Klang, född 26 maj 1874 i Kullings-Skövde församling, Älvsborgs län, död 1 oktober 1948, var en svensk elektroingenjör. 
Klang avlade mogenhetsexamen 1896 och utexaminerades från Kungliga Tekniska högskolan 1899. Han blev ritare och konstruktör hos Siemens & Halske i Berlin 1899, flyttade därefter till USA, där han var konstruktör hos Western Electric Company i New York 1902, var assistent mechanical engineer hos Pennsylvania Railroad Company i New York 1902–1903, assistent engineer of car construction hos Santa Fé Railroad Company 1903–1906, konstruktör hos Westinghouse Manufacturing Company i Pittsburgh 1906 och hos Gordman Manufacturing Company i Chicago 1907–1908. Återkommen till Sverige var han chef för Elektriska AB AEG filial i Halmstad 1908–1909, distriktsingenjör hos samma bolag i Malmö 1909–1914 och överingenjör hos AEG 1912–1914. Han övergick därefter till kommunal tjänst som ingenjör vid Lunds stads elektricitetsverk 1914–1918 samt föreståndare för samma verk 1919–1939.